# Шпанска Сахара
Шпанска Сахара (шп. Sáhara Español, арап. الصحراء الاسبانية) је било име које је користила савремена територија Западна Сахара када је била под управом и окупацијом Шпаније од 1884. до 1975. Територија је била једна од првих и посљедњих територија Шпанске империје, која се у једном вријеме простирала од Америка до Филипина и источне Азије.
Шпанија је напустила територију након мароканских захтјева и међународног притиска, углавном због резолуције ОУН о деколонизацији. Постојао је и притисак локалног становништва, Сахараца, као и територијалне потражња Марока. Мауританија је такође изражавала територијалне претензије неколико година на основу историје, али су потражње касније прекинуле. Мароко је окупирао већину земље 1975. године, али Полисарио изражавајужи сувереност и независност Сахарске Арапске Демократске Републике, водила герилски рат са Мароком 15 година. ОУН послије договора о прекиду ватре покушава да организује преговоре и референдум о будућности страновништва. Мароко је одбио да дозволи одржавање референдума, али је наставио да нуди посао становнишву у подручју које контролише.